# 德拉维多利亚
德拉维多利亚（Q. XV Della Vittoria）是意大利罗马第 15新城分区（''quartieri''），由首字母Q. XV标识。